# Stanisław Wędkiewicz
Stanisław Jan Wędkiewicz (ur. 14 marca 1888 w Rzeszowie, zm. 8 maja 1963 w Krakowie) – polski filolog romański, członek Polskiej Akademii Umiejętności i Polskiej Akademii Nauk
W 1909 ukończył Gimnazjum św. Jacka w Krakowie. Od 1909 do 1913 studiował romanistykę na uniwersytetach w Krakowie i Wiedniu. W 1911 doktoryzował się w Wiedniu pod kierunkiem Wilhelma Meyera-Lübkego na podstawie pracy Materialien zu einer Syntax der italienischen Bedingungssätze. Od 1913 do 1918 był nauczycielem gimnazjalnym w Krakowie. W tym czasie odbył podróże naukowe do Rzymu, Florencji, Neapolu, Paryża i Berlina. W 1915 został delegatem Naczelnego Komitetu Narodowego w Bukareszcie, a następnie w Sztokholmie. W 1918 był reprezentantem Rady Regencyjnej w Bernie. W tym samym roku był też naczelnikiem wydziału w Departamencie Stanu rządu Rady Regencyjnej. W 1919 habilitował się na UJ na podstawie pracy Przyczynki do charakterystyki narzeczy południowowłoskich i wykładu Czynniki etniczne w podziale języków słowiańskich. 
Od 1 kwietnia 1919 kierował Katedrą Filologii Romańskiej Uniwersytetu Poznańskiego. Od 1 października 1921 do 31 stycznia 1934 roku stał na czele Katedry Romanistyki Uniwersytetu Jagiellońskiego. W latach 1922–1923 wykładał też przedmiot Współczesna Rumunia i państwa bałkańskie w Szkole Nauk Politycznych Uniwersytetu Jagiellońskiego. Od 1934 do 1939 był kierownikiem Katedry Romanistyki Uniwersytetu Warszawskiego. W latach 1936–1938 piastował funkcję dziekana Wydziału Humanistycznego UW. Od maja 1922 do wybuchu II wojny światowej był redaktorem naczelnym miesięcznika Przegląd Współczesny, z którym współpracowali czołowi polscy historycy literatury i krytycy literaccy (m.in. Ignacy Chrzanowski, Juliusz Kleiner, Tadeusz Boy-Żeleński) oraz zagraniczni slawiści. W latach 1930–1937 był też redaktorem Archiwum Neophilologicum. W 1923 został członkiem korespondentem, zaś w 1928 - członkiem czynnym Polskiej Akademii Umiejętności. Posiadał także godność członka korespondenta Akademii Rumuńskiej.
Po stłumieniu powstania warszawskiego, w którym spłonęły rękopisy jego książek Zarys językoznawstwa romańskiego oraz Geneza języków i kultur romańskich, Wędkiewicz powrócił do Krakowa i od 1945 wykładał na UJ. Od marca 1946 do 1960 kierował Stacją Naukową Polskiej Akademii Umiejętności i Polskiej Akademii Nauk w Paryżu. Był członkiem tytularnym PAN od 1952 i rzeczywistym od 1957, a także kawalerem Krzyża Komandorskiego Orderu Odrodzenia Polski. Ostatnie lata życia spędził w Krakowie. Został pochowany na Cmentarzu Rakowickim (kwatera XVa-płd.-7). 
W pracy naukowej zajmował się związkami kulturalnymi Polski z Francją, Włochami, Rumunią i Szwecją. Większość rezultatów swoich badań opublikował na łamach Przeglądu Współczesnego. Na jego łamach popularyzował też tematykę życia kulturalnego Belgii i Szwajcarii. Kazimierz Nitsch uważał go za najwybitniejszego polskiego językoznawcę obok Jerzego Kuryłowicza.